# Parque de la Conservación
El Parque de la Conservación es un Parque ubicado en la ciudad de Medellín. Dado su cambio de objeto, su nombre original, Zoológico Santa Fe fue cambiado en 2020, y tiene una población de más de 500 animales de 122 especies procedentes del continente americano en su mayoría.

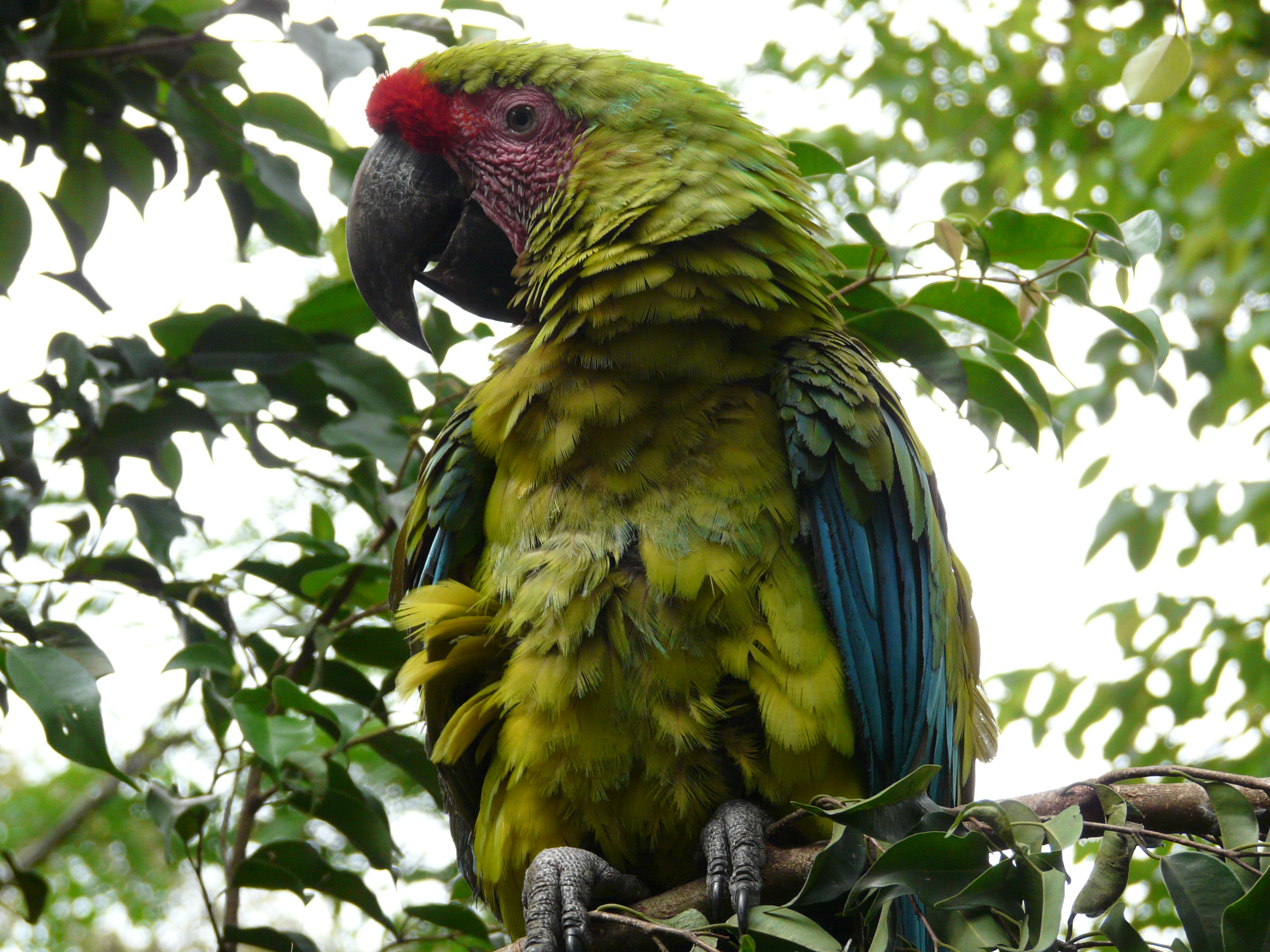
Guacamayo militar.

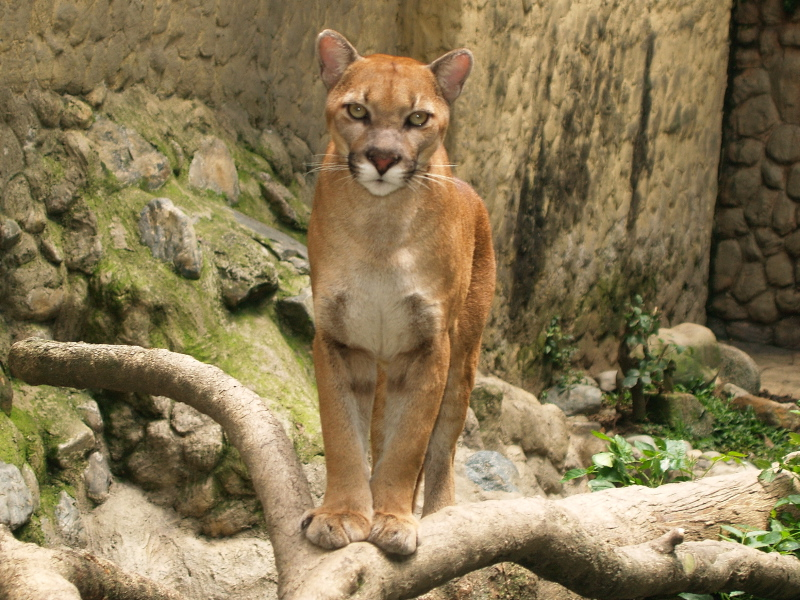
Puma.

Fundado el 11 de marzo de 1960, el Parque alberga en su interior animales procedentes de América, Asia y África. Ello lo hace dueño de una riqueza fáunica de incalculables proporciones, si se tiene en cuenta que muchas de las especies de su colección se encuentran a punto de desaparecer de la Tierra.
Alberga en sus instalaciones diversas especies de animales, entre aves, mamíferos, reptiles, anfibios e invertebrados. Cuenta con animales nativos de Colombia y también especies que habitan en África, Oceanía y Asia. La gran mayoría de animales silvestres llegan al Parque como consecuencia del tráfico ilegal de especies, problemática aguda en Colombia que amenaza la gran biodiversidad del país. Otros han sido remitidos al Parque después de su incautación a circos y a espectáculos itinerantes.
Y también, como complemento de los animales, el Parque exhibe más de quinientos árboles y arbustos, entre los que se citan palmeras, frutales, samanes, acacias, bucaros, carboneros, urapanes, guayacanes, ceibas y gualandayes, entre otros, y que lo consolidan como uno de los espacios más arborizados de la ciudad, situación de gran importancia ante los altos niveles de contaminación que caracterizan la zona industrial del valle del Aburrá.